# Balenciaga
Баленсијага  је луксузна модна кућа коју је 1919. основао шпански дизајнер Кристобал Баленсијага у Сан Себастијану а касније га је купила француска луксузна група Керинг . Баленсијага је имао репутацију модератора бескомпромисних стандарда и Кристијан Диор га је назвао „господар свих нас“. Његове мехурасте сукње и необичне, женствене, али "модернистичке" силуете постале су заштитни знакови куће. Баленсијага је затворена 1972. и поново је отворена под новим власништвом 1986. године. У власништву Керинга, седиште се налази у Паризу.

## Историја
Кристобал Баленсијага је отворио свој први бутик у Сан Себастијану у Шпанији 1919. године и проширио се на филијале у Мадриду и Барселони. Шпанска краљевска породица и аристократија су носили његове дизајне. Када га је Шпански грађански рат приморао да затвори своје продавнице, Баленсијага се преселио у Париз.
Баленсијага је отворио своју кућу моде у Паризу на Авенији Џорџа 5 у августу 1937. године, где је његова прва модна ревија представљала дизајн под јаким утицајем шпанске ренесансе . Успех је био скоро тренутан. У периоду од две године, штампа га је хвалила као револуционара, а његови дизајни су били веома тражени. Кармел Сноу, уредник Харпер'с Базаара, био је рани шампион његових дизајна.
Купци су ризиковали своју безбедност да би путовали у Европу током Другог светског рата да виде одећу. Током овог периода, био је познат по свом "квадратном капуту", са рукавима исеченим у једном комаду са јармом, и по дизајну са црном (или црном и смеђом) чипком преко јарко ружичасте тканине. Историчари верују да је Баленсијагина стална активност током нацистичке окупације Париза била могућа захваљујући Баленсијагиним везама са блиским савезником Адолфа Хитлера, генералом Франсиском Франком . Компанија је била једна од само 60 компанија којима је било дозвољено да раде током окупације, а континуирано снабдевање сировинама из Шпаније, којих је у Паризу у то време недостајало због рата, дало је Баленсијаги конкурентску предност. Међутим, Баленсијага је сведочио да је одбио Хитлеров захтев да пренесе делатност своје компаније у Берлин.
Међутим, тек у послератним годинама постала је очигледна пуна скала инвентивности овог веома оригиналног дизајнера. Његове линије су постале линеарније и углађеније, одступајући од облика пешчаног сата који је популаризовао „ Нови изглед Кристијана Диора “. Флуидност његових силуета омогућила му је да манипулише односом између своје одеће и женских тела. Године 1951. трансформисао је силуету, проширио рамена и уклонио струк. Године 1955. дизајнирао је тунику хаљину, која се касније развила у хаљину од шиља из 1958. Остали доприноси у послератној ери укључивали су сферичну балон јакну (1953), хаљину за лутке високог струка (1957), капут од чауре (1957), балон сукњу (1957) и хаљину са врећом (1957). Године 1959. његов рад је кулминирао у линији Емпире, са хаљинама високог струка и капутима кројеним као кимоно. Његово манипулисање струком, посебно, допринело је „оном што се сматра његовим најважнијим доприносом свету моде: новој силуети за жене“.
Током 1960-их, Баленсијага је био иноватор у употреби тканина: тежио је тешким тканинама, сложеним везовима и смелим материјалима. Његови заштитни знаци укључивали су „крагне које су стајале даље од кључне кости да би дале изглед лабуда“ и скраћене рукаве „наруквице“. Његове често резервне, скулптуралне креације — укључујући хаљине у облику левка од тврдог сатена сматрани су мајсторским сарадницима. 1950-их и 1960-их година. Године 1960. дизајнирао је венчаницу за краљицу Фабиолу од Белгије од сатена војвоткиње боје слоноваче украшене белом нерком на крагни и боковима. Џеки Кенеди је чувено узнемирила свог мужа куповином Баленсијагиних скупих креација док је Џон Ф. Кенеди био председник, очигледно се плашио да би америчка јавност могла помислити да су куповине превише раскошне. Њене рачуне високе моде је на крају дискретно платио њен свекар, Џозеф Кенеди .

### Штићеници
Неколико дизајнера који су радили за Баленсијагу отворили су своје успешне куће моде, посебно Оскар де ла Рента (1949), Андре Коурегес (1950), Емануел Унгаро (1958), али његов најпознатији и истакнути штићеник био је Ибер де Живанши, који је био једини дизајнер који је стао на страну Баленсијаге против Париског синдиката за високу моду, као и новинара око заказивања његових емисија.

### Борба против штампе
Године 1957, Баленсијага је славно одлучио да своју колекцију покаже модној штампи дан пре датума испоруке одеће на мало, а не стандардне четири недеље пре датума испоруке у малопродаји коју је модна индустрија у то време пратила. Надао се да ће спречити текућу пиратерију и копирање његових дизајна, држећи штампу несвесном о дизајну његове одеће све до дана пре него што је послата у продавнице. Штампа се опирала, сматрајући да је готово немогуће да се његов рад стави у своје рокове за штампање, али Баленсијага и штићеник Живанши су били чврсти, озбиљно утицали на њихово извештавање и штампу о ери. Његове присталице би тврдиле да би ривал Кристијан Диор стекао признање копирањем Баленсијагиних силуета и кројева, тврдећи да су то његово сопствено оригинално дело; јер Баленсијага није била заинтересована за извештавање штампе, медији и потрошачи никада нису знали.
Године 1967. оба дизајнера су поништила своју одлуку и придружила се традиционалном распореду.

### Битка против синдиката
Баленсијага се пркосно опирао правилима, смерницама и грађанском статусу Париског синдиката за високу моду, и стога никада није био члан. Иако се о њему говори са огромним поштовањем, технички, никада није била висока мода.
Кристобал Баленсијага затворио је своју модну кућу 1968. и умро 1972. Кућа је мировала до 1986.

### Од 1986. године
Године 1986, Жак Богарт СА је стекао права на  и отворио нову конфекцијску линију "Ле Дик". Прву колекцију дизајнирао је Мишел Гома у октобру 1987, који је остао у кући наредних пет година уз различите критике. Заменио га је 1992. холандски дизајнер Јозеф Тимистер који је започео враћање у статус високе моде. Током Тимистеровог мандата, Николас Гескијер би се придружио као дизајнер лиценце, и на крају је унапређен у главног дизајнера 1997.
1992. године је дизајнирала одећу француског тима за Летње олимпијске игре у Барселони .
Баленциага је сада у власништву Керинга, а њену женску и мушку одећу предводи Николас Гескијер. Гескијер је, као и Баленсијага, самоуки дизајнер, и шегрт је код Жан-Пола Готјеа и Агнес б. Свежа интерпретација  класика, као што су полуприрезани сако и врећаста хаљина, привукла је пажњу медија, као и познатих личности попут Мадоне итд.
Године 2002, Баленсијагина звезда, Николас Гескјер, имитирао је рад Каисика Вонга, дизајнера из Сан Франциска. Гескијер је креирао прслук у својој пролећној колекцији који је личио на ону коју је Вонг дизајнирао 1973. године. Гескијер је у интервјуу у Паризу признао да је копирао одећу.
Унутар куће дошло је до сукоба око Гескијеровог дизајна, а Гучи група је рекла да ће га заменити ако Баленсијага не заради новац 2007. године. Линија за јесен/зима 2005. показала је да кућа не само да је зарађивала, већ је привукла и бројне славне муштерије, укључујући главну уредницу Вога, Ану Винтоур .
Дизајниране су хаљине које су носиле Џенифер Конели и Никол Кидман на додели Оскара 2006. године, као и венчаницу коју је Кидман носила када се удала за Кита Урбана. Кајли Миног је такође носила Баленсијага хаљину за своје музичке спотове „ Слов “ и „ Крвава жена “ и за своју концертну турнеју.
Данас је бренд најпознатији по својој линији торбица инспирисаних мотоциклима, посебно „Ларијат“. Баленциага има осам ексклузивних бутика у Сједињеним Државама. Једна продавница се налази на 22. улици у Њујорку, Њујорк. Друга продавница се налази у Лос Анђелесу, Калифорнија, на Мелроуз авенији. Недавно је отворена трећа продавница у Коста Меси у Калифорнији. Ова продавница има 100 м2 и укључује уметнуте дисплеје у облику ковчега. Бутици у Њујорку и Лос Анђелесу нуде и мушку и женску конфекцију, док бутик Саут Кост Плаза нуди само женску одећу. Четврти, који се налази у Лас Вегасу унутар Цезарове палате, носи само додатну опрему. Додатна локација продаје модне додатке као и женску конфекцију. Бутик у Ала Моана Центру у Хонолулуу нуди мушку и женску конфекцију и додатке. Постоји продавница у продавницама у Бал Харбору, Флорида. Осма продавница је отворена у пролеће 2014. у Даласу, Тексас, у Хајленд Парк Вилиџу и постаје први бутик у Тексасу. Бутик је отворен поред Кристијана Диора и нуди мушку и женску готову одећу и додатке. Сви бутици користе духовиту архитектуру, са белим облогама, мермером и стаклом, као и црним кожним седиштима и светлозеленим, црним и тамноплавим теписима или белим плочицама, наглашавајући наклоност бренда ка авангарди и драми моде.
Ревија за јесен/зиму 2007. толико је импресионирала главну уредницу Тин Вога Ејми Естли да је читав прилог у часопису, под називом „Глобалне студије“ снимљен у Пекингу, био под утицајем ње. Линија је укључивала уске, уклопљене блејзере, мараме украшене перлама и друге мултикултуралне мешавине.
Баленсијага је позната по стварању авангардних, напредних структурних комада, који се налазе на ивици моде и предвиђању будућности женске конфекције. Винтиџ одевни предмети су популарни међу модним уредницима, холивудским звездама и манекенкама, а виђени су на Сијени Милер, Татјани Сорокко,, Џенифер Гарнер. Баленциагу такође често носи глумица Клои Севињи, која је такође муза Николаса Гескијера.

### Од 2010. године
У марту 2011, у Сан Франциску, Баленсијага је прославио отварање Баленсијаге и Шпаније, модне ретроспективе од 120 делова каријере Кристобала Баленсијаге. Изложба је укључивала многе дизајне из музејске енциклопедијске колекције костима. „Не можете га ни измерити“, рекла је Родарте дизајнерка Лаура Муливи о утицају Кристобала Баленсијаге. Прикупљање средстава за музеј од 2.500 долара по улазници привукло је 350 гостију, међу којима су Гвинет Палтроу, Орландо Блум,  Кони Нисен, Марија Бело и Миа Васиковска.
У јуну 2011. отворен је Музеј Кристобала Баленсијаге у Гетарији, Гипускоа, Шпанија .
У новембру 2012, Баленциага је објавила да се растаје од креативног директора Николас Гескијера, чиме је окончан његов 15-годишњи мандат. Бренд је најавио Александра Ванга за свог новог креативног директора. Ванг је представио своју прву колекцију 28. фебруара 2013. на Недељи моде у Паризу . Године 2014. Врховни суд у Паризу одредио је датум суђења за тужбу, Баленсијага је тврдио да су Гескијерови коментари у часопису Систем повредили имиџ компаније. У великој јавности тужба је била посредована ван суда.
У јулу 2015, Баленсијага је објавила да се растаје од креативног директора Александра Ванга након три године. Ревија за пролеће/лето 2016. била је његова последња, са белом одећом за салоне направљеном од меких, природних тканина. Почетком октобра 2015. бренд је именовао Демна Гвасалију за свог новог креативног директора.
У априлу 2021. Гвасалија је представио своју нову колекцију Пре-Фалл 2021, коју је промовисао часопис Венити Тин .  У августу 2021, Џастин Бибер је најављен као ново лице. У септембру 2021, бренд се суочио са негативним реакцијама када је објавио тренерке са илузијом карираних боксерица које вире на врху са ценом од 1.190 долара. У мају 2022, Баленсијага је објавила да прихвата крипто плаћања.

## Креативни директори
- Кристобал Баленсијага - 1919-1968
- Мишел Гома – 1987-1992
- Џозеф Тимистер – 1992-1997
- Николас Гескијер  – 1997-2012
- Александар Ванг – 2013-2015
- Демна Гвасалија – 2015. до данас

## У популарној култури
У филму из 1997. За богатије или сиромашније, лик Тима Алена случајно је запалио хаљину. Покушава да се насмеје томе, реторички питајући: "Шта је дођавола Баленсијага?"
29. јануара 2014. лик Миртл Сноу виче "Баленсијага!" као њене речи на самрти у финалу сезоне телевизијске серије Америчка хорор прича: Вештичје коло .
Филмски режисер Пол Томас Андерсон био је инспирисан да направи Фантомску нит када се заинтересовао за модну индустрију након што је прочитао о дизајнеру Кристобалу Баленсијаги.
Баленсијага је сарађивао са Симпсоновима на креирању кратког филма за Недељу моде у Паризу 2021.

## Галерија
- Хаљина из 1951.
- Хаљина из 1957
- Хаљина из 1958.
- Црвена хаљина из 1960.
- Вечерња хаљина